# شهرچای (میانه)
شَهَرچای نام رودیست که از ارتفاعات قاسیم داغی سرچشمه می گیرد، در نزدیکی میانه رودهای قوروچای، قارلانقو و آیدوغموش به آن می‌ریزند و نهایتا در نزدیکی روستای آچاچی به رود قزل اوزن می‌پیوندد.
پل تاریخی شَهَرچای کوپروسو بروی این رود ساخته شده است.